# スミレはブルー
『スミレはブルー』は小畑友紀による日本の漫画作品。

## 概要
『別冊少女コミック』（小学館）にて2001年8月号から2002年4月号まで1度の休載を挟んで連載された。増刊誌『デラックス別冊少女コミック』に続編が、『Betsucomi』本誌に番外編2話が掲載され単行本が2巻まで刊行された。作者が「まんが家Webトーク」にて語っているように、未完のまま終わっていた。その後、同誌では「僕等がいた」の長期連載が開始され、本作は忘れられた存在となっていた。
2009年、新装版が出版されることになり、単行本に未収録だった番外編1話のみ併録という形で新装完全版として刊行された。帯には「未完の傑作、遂に完結」という宣伝文句が付された。

## あらすじ
初めは「手」が気に入った。首から肩にかけてのラインも、茶色い瞳も好きになった。名前も知らない他校生の男子に恋をしてしまったすみれの想いは強くなっていき、次第にその想いを伝えたいと思うようになる。

## 登場人物
木下 すみれ（きのした すみれ）
高校1年生。図書館で見かけた大地の手に一目惚れし、次第に本人のことも気になるようになる。3歳年上の姉と弟がいる。
牧村 大地（まきむら だいち）
高校1年生。アイスホッケー部のホープ。家は写真館。弟がいる。忍のことが好き。
東海林 忍（しょうじ しのぶ）
大地の幼なじみ。家が向かいで家族ぐるみの付き合い。美少女。

## 番外編
スミレはブルー〈特別編〉
『Betsucomi』2002年9月号掲載
想いが通じ、牧村と付き合うようになったすみれ。ホッケーに忙しい牧村に未だに名前を呼んでもらったことが無く、彼にとって自分は何番目なのかと悩む。ある日、姓名画数の恋愛占いですみれは牧村に自分の名前の画数を間違えられてしまう。
スミレはブルー〈番外編〉
『デラックス別冊少女コミック』2002年12月5日号掲載
秋、2人でデートをするすみれと牧村。2人の恋はまだ始まったばかり……、ファーストキスの物語。
赤りんご 青りんご
『別冊少女コミック』2002年3月号掲載
中学校に入学した忍は、その容貌と性格から男子にはモテ、女子には嫌われる王道を歩んでいた。ある日、学級委員の地味な男子から手紙で呼び出されるが、忍はすっぽかしてしまう。

## 書誌情報
『スミレはブルー』 小畑友紀 〈小学館・フラワーコミックス〉 全2巻
1. 2002年1月26日発売、ISBN 4-09-138006-9
2. 2002年9月26日発売、ISBN 4-09-138007-7

『スミレはブルー《新装版》』 小畑友紀 〈小学館・ベツコミフラワーコミックススペシャル〉 全2巻
1. 2009年3月26日発売、ISBN 978-4-09-132359-0
2. 2009年3月26日発売、ISBN 978-4-09-132479-5